# ケイゾク/映画 Beautiful Dreamer
『ケイゾク/映画 Beautiful Dreamer』（ケイゾク／えいが ビューティフル・ドリーマー）は、2000年3月4日に公開された日本映画。1999年1月 - 3月に放送されたTBSのテレビドラマ『ケイゾク』の劇場版かつ続編作品で、この前作として1999年12月24日放送のスペシャルドラマ『ケイゾク／特別篇 PHANTOM〜死を契約する呪いの樹』を挟む。
興行収入12.5億円を記録した。当時スタートしたばかりのドイツ・ケルンの東アジアをターゲットとした映画祭・シネアジアフィルムフェスティバル（シネアジア映画祭）に出品されている。

## ストーリー
数々の未解決事件の謎を解いてきた天才にして変人の警視庁キャリア・柴田は、古巣である捜査一課弐係に新係長として帰って来る。そこへ、磯山章子と名乗る女性が依頼に来る。章子の母・早苗は15年前に発生した第七神竜丸沈没事件の生存者で、事件で亡くなった霧島夫妻の遺族・七海から、小笠原諸島にある孤島・厄神島（やくじんしま）へ招待されたが、母を一人で行かせるのが不安なため警察に同行してほしいという。厄神島は磁石も狂ってしまうといういわくつきの場所で、物が次々に消えてゆくという伝説がある島だった。おりしも弐係に同様の招待状が届き、母に替わって島へ出発する章子に、柴田と彼女の相棒的存在である刑事・真山がついて行くことになる。
7人の招待客と柴田らを迎えた美女・七海は歓迎パーティーの席上、15年前の事件は招待客たちが霧島夫妻を見殺しにした殺人事件であると告発し、その罪を認めない彼らを一人一人殺していくと宣言する。決定的な証拠を押さえられないまま次々に殺人は起こり、伝説のとおりに島から様々なものが消えて行く。柴田は島を捜索しながら、真山に厄神島には黄泉の国の入り口があるという伝説を語り、死別した実の父に会ってみたいという。その頃、東京では斑目と対決して爆死した壺坂の遺体が発見される。それは真山の妹・沙織を自殺に追い込んだことから始まる真山との因縁を持ち、多くの人間の心を操って弄び、顔を変え他人になり替わっては凄惨な事件を起こしてきた宿敵・朝倉の復活を示唆するものだった。
やがて七海は自殺死体となって発見される。しかし事件には裏があると見て、推理の末全ての謎を解いた柴田は真犯人を追及するが、島に変動が起きて赤い霧とともに黄泉の国の入口が出現し、犯人は復活した桐島夫妻や七海と共に消えてしまう。そして柴田は亡き実父・純成と親友・麻衣子の霊と再会する。同じ頃に真山も妹の沙織と壺坂、斑目に殺された彩にも会う。真山は朝倉によって死者たちと永遠にひとつになれる世界へと誘われる。しかし、それを拒絶した壺坂たちは真山に自分たちを撃つように言い、彼らは黄泉の国からも消える。真山も朝倉とひとつになることを拒絶して銃を向け、純成たちも柴田に、彼女が一緒にいるべき人は他にいると告げて消えてしまう。
死者たちへの哀惜を乗り越えた2人は再び落ちあい、真山は小舟に柴田を載せて島から離れさせ、再び現れた朝倉と命を掛けた対決をする。厄神島は火山爆発によって消滅し、独り海を漂流する柴田は、孤独のあまり自殺を図ろうとするが、真山のことを考えて思いとどまる。そこへ真山が泳いで追いつき、二人は海の中でしっかりと抱き合い、エンドロールとなる。

## 登場人物

### レギュラーキャラクター
- 柴田純 - 中谷美紀（少女時代：小島莉子）
- 真山徹 - 渡部篤郎
- 木戸彩 - 鈴木紗理奈
- 野々村光太郎 - 竜雷太
- 遠山金太郎 - 生瀬勝久
- 近藤昭男 - 徳井優
- 壺坂邦男 - 泉谷しげる
- 朝倉裕人 - 高木将太
- 斑目重友 - 村井克行
- 今井夏紀 - 峯村リエ
- 塩川正義 - 伊丹幸雄
- 林田誠一 - 矢島健一
- 長尾昇 - 有福正志
- 大沢麻衣子 - 西尾まり
- 真山沙織 - 多田亜沙美
- サバ男 - サバ男（和気伸嘉）

### ゲストキャラクター
磯山 章子（いそやま しょうこ）〈23〉
演 - 大河内奈々子（少女時代：小西舞）
第七神竜丸の生存者・磯山早苗の娘。倒れた母に代わって七海主催のパーティに参加することになる。
霧島 七海（きりしま ななみ）〈23〉
演 - 小雪（少女時代：後閑まや）
第七神竜丸で亡くなった霧島夫妻の娘。事件に区切りをつけると称して第7神竜丸の生存者を厄神島でのパーティに招待するが、その目的は両親を犠牲にした生存者に対する復讐だった。双子の妹・美空（みく）がいる。
長谷川 裕子（はせがわ ゆうこ）
演 - 片桐はいり
第七神竜丸の生存者。職業はエッセイストでワイドショーに頻繁に出ている。
瀧山 吉弘（たきやま よしひろ）
演 - 田口トモロヲ
第七神竜丸の生存者。職業は弁護士で総会屋まがいの悪事に手を染めており、企業恐喝の容疑で2度の起訴を受けている。
喜多 一尋（きた かずひろ）
演 - 酒井敏也
第七神竜丸の生存者で亡くなった七海の父親の弟子。現在は五反田のSMクラブ「食物連鎖」で奴隷役として勤務している。他の生存者達からも不当に扱われ、彼の部屋にマッサージ部屋の張り紙を張られている。
内藤 亜希雄（ないとう あきお）
演 - 三角八朗
第七神竜丸の生存者。著名なビルやホテルを設計していた建築家だが、現在は飲んだくれて設計図が引けず事実上引退の状態となっている。
栗原 宏悦（くりはら ひろよし）
演 - 大川浩樹
第七神竜丸の生存者。職業は不動産会社社長でバブルが崩壊して20億近くの負債を抱えている。異常に声が大きい。
仁平 智（にひら さとる）
演 - 野添義弘
第七神竜丸の生存者で乗組員だった男。厄神島に向かう船の船長も務める。
霧島 慈朗（きりしま じろう）
演 - 高杉航大
霧島 直子（きりしま なおこ）
演 - 今村明美
以上2人は七海の両親。第七神竜丸の転覆事故で犠牲になった。父・慈朗はデベロッパー・厄神島リゾートアイランド開発委員会の総責任者。
磯山 早苗（いそやま さなえ）
演 - 津田延代
章子の母。第七神竜丸の生存者。事故後はフランス語を喋り奇抜な振る舞いをするようになったという。当日になって倒れてしまったため不参加。
醍醐 雅（だいご みやび）
演 - 永田杏奈
野々村の不倫相手の女子高生。「イマドキのコギャル」であるが、野々村が事件解決のため離島に行く際、お守り代わりに自作の名刺を渡し「私も刑事の妻なんだな」と、野々村に敬礼する健気さを持っている。10年後の世界である『SPEC』では野々村と結婚して子供を持ち、弁護士をしていることが明かされる。
柴田 純成（しばた すみしげ）
演 - 梨本謙次郎
柴田の実父。柴田が幼い頃に何者かによって非業の死を遂げている。
壺坂の妻（つぼさかの つま）
演 - 清水よし子
壺坂の死に取り乱し、壺坂の首を持ち去ろうとする。
野々村 昭子（ののむら あきこ）
演 - 泉ピン子（友情出演）
野々村の妻。テレビにもしばしば出演する売れっ子弁護士で、年収は1億4000万円ほどある。雅との不倫が原因で、野々村とは別居中。離婚に向けての話し合いの席で、慰謝料の減額を要求する夫に対し、逆にもう100万円上乗せするよう吹っかける。
金魚売り（きんぎょうり）
演 - 天本英世
幼い柴田に黄泉の国の入口がある厄神島に行くように伝えた。
柴田の母
演 - 華月ともこ
柴田の実母。純成の死後、男を作って娘の純を捨てた。
的おやじ（まとおやじ）
演 - 谷津勲
警視庁の射撃場で的を交換する男。
TBS局内の人たち
演 - デビット伊東、Bro.KONE、KERA、犬山犬子、徳山秀典、金子文紀、今井夏木、大根仁、長坂信人
テレビ局のスタッフたち。

## 製作
テレビドラマ最終話において映画に続くという嘘予告が流れた。これは結末があまりにも悲しすぎるのでハッピーにしたいとのプロデューサーの要望で作られたものである。しかし放送直後問い合わせが殺到し、映画制作への後押しとなった。
主な舞台となる厄神島のロケは沖縄県の宮古島で行われ、うえのドイツ文化村のマルクスブルク城を模した施設が使用された。映画独自の技法として、銀残しという手法が使われ、コントラストの強い渋い色彩の画面を作っている。
劇場版のラストはスタッフのお遊びであるが、2000年末に当時の公式サイト上にて配信された動画の最後に「弐00弐」という意味深なメッセージが含まれていた。しかし、予告された2002年に動きは何も無かった。しっかりとストーリーも構築されていたものの、内容が今までのケイゾクを覆すようなものになっている。
その後、2010年に続編シリーズである『SPEC〜警視庁公安部公安第五課 未詳事件特別対策係事件簿〜』が製作された。こちらでも最終話では映画に続くような台詞で締めている。
2001年3月30日に『ケイゾク／映画 Beautiful Dreamer 無添加ダイエットバージョン』のタイトルで、TV放送の枠に合わせた再編集版がTBSテレビで放送されている。

## スタッフ
- 監督 - 堤幸彦
- 脚本 - 西荻弓絵
- 企画 - 原田俊明
- 企画協力 - 蒔田光治
- 製作 - 児玉守弘、阿部忠道、大月俊倫
- プロデューサー - 植田博樹、田上節朗、濱名一哉
- 協力プロデューサー - 中澤敏明、大川裕、森山敦
- 撮影 - 唐沢悟
- 美術 - 佐々木尚
- 装飾 - 鈴村高正
- アートコンセプト - 青木ゆかり
- 音楽 - 見岳章
- サウンドプロデュース - 志田博英
- 主題歌 - 中谷美紀「クロニック・ラヴ Remix Version」（ワーナーミュージック・ジャパン）

作詞 - 中谷美紀 / 作曲・編曲 - 坂本龍一
- 録音 - 井上宗一
- 音響効果 - 亀森素子、仲西匡、北澤寛之
- 照明 - 石田健司
- 編集 - 上野聡一
- 衣裳 - 熊谷友江
- スタイリスト - 平尾俊
- ラインプロデューサー - 西村大志、山本章
- 製作担当 - 由利芳伸
- 助監督 - 佐藤隆之
- スクリプター - 奥平綾子
- スチール - 野上哲夫
- ビジュアル・エフェクト - TBS CG、モノリスデジタルメディアラボ、イマージュ、イクイティエンタテインメント、フィルムI/O
- VFXスーパーバイザー - 曽利文彦

## 関連商品

### サウンドトラック
ケイゾク/映画 Beautiful Dreamer オリジナル・サウンドトラック
映画版のサウンドトラックCDとしてリリースされている。
「クロニック・ラヴ-remix version-」以外の全ての曲は見岳章が作曲、編曲。
1. クロニック・ラヴ-remix version-
  - 作詞:中谷美紀、作曲:坂本龍一、編曲:坂本龍一

2. SURVIVE
3. VIOLENCE
4. SINCERELLY HOPE
5. DIZZY
6. BLIND
7. FAKER
8. ILLUSION
9. WARFARE
10. LOOPED
11. LISTLESS#1
12. PAST SORROWS
13. AWAKE
14. STAGNATION
15. ATOM HEART
16. PSYCHIC
17. SPECTRUM
18. LISTLESS#2
19. CONTINUATION…Remix(ON MOVIE)

#### ケイゾク/映画 サウンドトラック KREVA remix
サウンドトラックのリミックス版として2000年6月21日に発売。
収録曲
全作曲 - 見岳章、リミックス - KREVA
1. CONTINUATION…Feat.KREVA

1. CONTINUATION…Remix(ON MOVIE)

1. CONTINUATION…Instrumental

### 書籍
- ケイゾク / 映画 Beautiful Dreamer
  - 西荻弓絵（原作）、橋爪敬子（ノベライズ） 角川書店 2000年2月
- ケイゾク / Beautiful Dreamer 完全版（※上記『ケイゾク/映画 Beautiful Dreamer』の文庫化）
  - 西荻弓絵（原作）、橋爪敬子（ノベライズ）角川ホラー文庫 2002年3月
- ケイゾク / 台本 映画・特別編
  - 西荻弓絵（脚本） 角川書店 2000年3月

### DVD
- ケイゾク／映画 Beautiful Dreamer　2001年3月7日発売
- ケイゾク　DVDコンプリートBOX　2006年4月26日発売
  - TV放映版DVD、単品版ライナーノーツ「毎日継続新聞」をまとめたものと、「堤 幸彦インタビュー2006」が掲載されたブックレットを収録したDVD-BOX。

### Blu-ray
- 初回生産限定　BDケイゾク　コンプリートボックス　2013年10月25日発売
  - 発売元：TBS、販売元：キングレコード。7枚組（Blu-ray6枚 + Bonus DVD1枚）。シリーズ全作品のデジタルリマスター版Blu-ray Discボックスセット。